# Teatro São Luiz

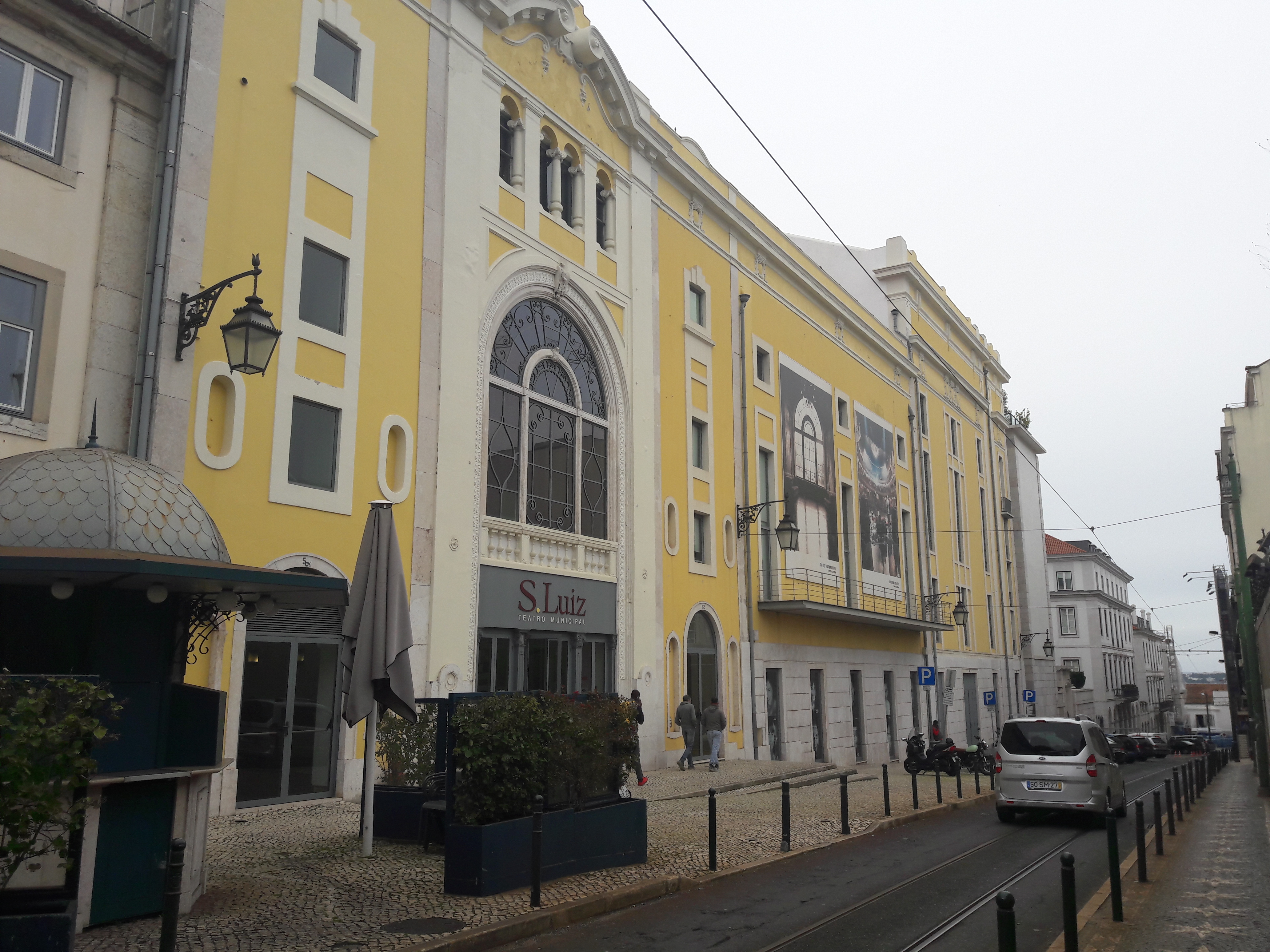
Teatro São Luiz

Das Teatro São Luiz (auch Teatro Municipal São Luiz und Teatro São Luis) ist ein Theater in der portugiesischen Hauptstadt Lissabon.

## Geschichte

### 1892–1918
Auf Initiative des Schauspielers Guilherme de Silveria, und unter Vorsitz des Visconde de São Luiz Braga, gründete sich 1892 ein Verein zum Bau eines neuen Theaters. Nach Plänen des französischen Architekten Louis-Ernest Reynaud in der Rua do Tesoiro Velho (heute Rua António Maria Cardoso) am Chiadoviertelerbaut, wurde am 22. Mai 1894 das nach der Königsgemahlin benannte Theater Teatro Dona Amélia eröffnet, im Beisein des Königs Carlos I. und der Königin Amélie d’Orléans. Es wurde die Operette A Filha do Tambor (La Fille du Tambour-Major) von Jacques Offenbach aufgeführt, mit Bühnenausstattung des Italieners Luigi Manini (1848–1936).
1896 erhielt das Theater zusätzlich einen Kinematographen und führte Filme vor. Es blieb jedoch in erster Linie ein Schauspielhaus, das auch von internationalen Schauspielern besucht wurde, etwa 1902 die Französin Julia Bartet oder 1909 Mimi Aguglia aus Italien. 1910 wurde das Haus in Teatro da República umbenannt, nachdem das Königshaus gestürzt und am 5. Oktober 1910 die Portugiesische Republik ausgerufen worden war.
1914 zerstörte ein Feuer das Theater vollkommen. Der Theaterverein, dessen Präsident noch immer der Visconde de São Luiz Braga war, organisierte den sofortigen Wiederaufbau. Nach Plänen des Architekten Tertuliano Lacerda Marques erfolgte 1916 die Wiedereröffnung, im Beisein des Staatspräsidenten Bernardino Machado. Im gleichen Jahr organisierte Almada Negreiros dort die futuristische Konferenz Ultimato Futurista.

### 1918–1999
Nachdem 1918 der Visconde de São Luiz Braga gestorben war, wurde das Theater ihm zu Ehren in Teatro São Luiz umbenannt. 1928 wurde das Theater mit Ausstattung von José Leitão de Barros in ein Kino verwandelt und erhielt den Namen Cine-Teatro São Luiz. Zur Premiere wurde Fritz Langs Film Metropolis gezeigt, mit Filmmusik von Pedro Blanc und einem von ihm dirigierten 15-köpfigen Orchester. 1919 wurde im Theater der Wintergarten als weiterer Vorführraum eröffnet, mit Chianca de Garcias Ver e Amar. 1930 wurde dann mit Augusto Geninas Premio de Beleza (orig.: Prix de beauté) der erste Tonfilm gezeigt, und im gleichen Jahr hatte dort mit A Severa von Leitão de Barros auch der erste portugiesische Tonfilm Premiere. Auch für A Canção de Lisboa von Continelli Telmo 1933, und für A Canção da Terra von Jorge Brum do Canto 1938 war es das Premierenkino.
Mit dem Rückgang der Kinobesucher wurde in den 1950er Jahren auch wieder verstärkt Theater gespielt. So war das französische Theater 1956 zu Gast, und 1967 wurde António Marinheiro des portugiesischen Dramaturgen Bernardo Santareno (1924–1980) aufgeführt, mit Eunice Muñoz und João Perry in den Hauptrollen.
Nach weiter abnehmenden Besucherzahlen übernahm die Stadtverwaltung 1971 das Theater, womit der Name entsprechend in Teatro Municipal São Luiz geändert wurde. Als erstes Stück wurde A Salvação do Mundo (dt.: Die Rettung der Welt) von José Régio aufgeführt, mit Eunice Muñoz in der Hauptrolle.

### Seit 1999
Seit 1999 liefen in verschiedenen Ausschreibungsabschnitten umfangreiche Modernisierungsarbeiten sämtlicher Räumlichkeiten, so des Saals, des bereit 1991 zum Theater-Studio umgebauten Wintergartens, und der Cafeteria. Nachdem im gleichen Jahr bereits das Musical Amália von Filipe La Féria dort lief, wurde 2002 in Theatersaal, Wintergarten, Studio (Sala Mario Viegas) und Café dos Teatros der Betrieb neu eröffnet. Seither wurde das Theater mit besonderer Aktivität neu betrieben, mit hier gastierenden Namen wie Pina Bausch, Terry Jones, Artur Pizarro, Maria João Pires, Ursula Rucker, Amparo Rivelles, Luís Tinoco, Edson Cordeiro, Wim Mertens, u. a. Auch Fado- und Jazz-Konzerte fanden und finden hier häufiger statt, und mit der jährlichen Festa do Jazz no São Luiz wird hier seit 2003 ein Jazzfestival veranstaltet.
Im Zeichen der Finanzkrise des Landes sind auch die Mittel des städtischen Teatro São Luiz um etwa 15 % gekürzt worden. In der Folge fand beispielsweise das Jazzfestival an nur zwei statt der gewohnten drei Tage statt und konnte weniger attraktive Namen als in den Vorjahren bieten. So musste das Haus in der Spielzeit 2011/2012 einen Rückgang von insgesamt etwa 10.000 Besuchern im Vergleich zu 2010/2011 hinnehmen. Der künstlerische Leiter José Luís Ferreira versucht seither, in Co-Produktionen mit anderen Theatern und einer engagierten Programmauswahl, mit geringeren Mitteln weiterhin ein Programm zu bieten, das das Publikum weiter ins Haus zu locken vermag.
Das Gebäude steht als Teil der historischen Altstadt unter Ensembleschutz.